# Claus Mansfeld
Claus Mansfeld auch Klaus Mansfeld (* 8. März 1902 in Brekendorf; † 14. Januar 1973 in Berlin) war ein deutscher Generalmajor und Chef der Bereitschaftspolizei im  Ministerium des Innern der DDR.

## Leben
Als  Sohn eines Landwirts war er nach dem Besuch der Volksschule von 1916 bis 1920 zunächst bei seinen Eltern, absolvierte dann bis 1924 eine Lehre zum Bootsbauer und arbeitete anschließend auf einer Bootswerft in Fürstenberg/Havel. 1920 trat er in den ADGB ein. 1923 war er Mitbegründer der KPD in Fürstenberg/Havel und bis 1933 Politischer Leiter der KPD-Ortsgruppe Fürstenberg, 1923/24 gleichzeitig militärischer Leiter des Rotfrontkämpferbunds Fürstenberg. 1924 wurde er wegen „Vorbereitung zum Hochverrat und Sprengstoffvergehen“ verhaftet, jedoch 1925 ohne Urteil wieder entlassen. Von 1930 bis 1933 war er arbeitslos. Während der Zeit des Faschismus stand er unter Gestapoaufsicht und war mehrmals inhaftiert. 1940 wurde er zur Luftwaffe eingezogen und arbeitete als Karosseriebauer in der KfZ-Werkstatt der Luftwaffe in Dresden-Nickern. Im April 1945 geriet als Obergefreiter in amerikanische Kriegsgefangenschaft.
Im April 1946 kam er nach Neustrelitz, wurde Mitglied der SED und trat in die Deutsche Volkspolizei ein. Er wurde Leiter des Kreispolizeiamtes Neustrelitz und ging im August 1946 zur Grenzpolizei des Landes Mecklenburg nach Schwerin. Nach dem Besuch der VP-Hochschule in Berlin wurde er 1949 Leiter der Abteilung Grenzpolizei und Bereitschaften des Landes Brandenburg. 1949/50 weilte er zu einem Sonderlehrgang an einer Militärakademie in der UdSSR. Von 1952 bis 1957 war er als Oberst Chef des Stabes und Leiter der Abteilung Grenzdienst der Hauptverwaltung Deutsche Volkspolizei (HVDVP). Vom März 1957 bis 1959 war er Chef des Stabes und von 1959 bis 1962 Kommandeur der Bereitschaftspolizei im Ministerium des Innern der DDR (Nachfolger von Generalmajor Hans-Hugo Winkelmann). Im Oktober 1960 erfolgte seine Ernennung zum Generalmajor der Volkspolizei. Im August 1961 war er maßgeblich an der Vorbereitung und Durchführung des Mauerbaus beteiligt. Nach der Auflösung des Kommandos Bereitschaftspolizei und der Umwandlung in eine Inspektion Bereitschaften war er vom 1. Juli 1962 bis zu seiner Entlassung aus dem Dienst 1963 Chef dieser Inspektion. Er lebte dann als Rentner in Fürstenberg/Havel.

## Auszeichnungen und Ehrungen
- 1954 Vaterländischer Verdienstorden in Bronze, 1962 in Silber und 1972 in Gold
- 1967 Orden Banner der Arbeit
- 1969 Verdienstmedaille der Organe des Ministeriums des Innern in Gold
- Medaille für Kämpfer gegen den Faschismus 1933 bis 1945
- 1977 Verleihung des Namens „Claus Mansfeld“ an die Kommunale Berufsschule in Gransee.[3]